# Goszowice
Goszowice [pronunciación en polaco: /ɡɔʂɔˈvit͡sɛ/] (en alemán: Kuschdorf) es un pueblo en el distrito administrativo de Gmina Pakosławice, dentro del Distrito de Nysa, Voivodato de Opole, en el suroeste de Polonia. Se encuentra a unos 3 kilómetros al noroeste de Pakosławice, 9 kilómetros al norte de Nysa, y 45 kilómetros al oeste de la capital regional, Opole.